# Xuân Trúc
Xuân Trúc là một xã thuộc tỉnh Hưng Yên, Việt Nam.

## Địa lý
Xã Xuân Trúc nằm ở phía bắc tỉnh Hưng Yên, có vị trí địa lý:
- Phía đông giáp xã Ân Thi và xã Phạm Ngũ Lão.
- Phía tây giáp xã Việt Tiến và xã Nghĩa Dân.
- Phía nam giáp xã Nguyễn Trãi.
- Phía bắc giáp xã Yên Mỹ.

## Lịch sử
Ngày 16 tháng 6 năm 2025, Ủy ban Thường vụ Quốc hội ban hành Nghị quyết số 1666/NQ-UBTVQH15 về việc sắp xếp các đơn vị hành chính cấp xã của tỉnh Hưng Yên năm 2025. Theo đó, sắp xếp toàn bộ diện tích tự nhiên, quy mô dân số của các xã Vân Du, Quảng Lãng và Xuân Trúc thành xã mới có tên gọi là xã Xuân Trúc.

## Giao thông
Xã Xuân Trúc có quốc lộ 38 và tỉnh lộ 200D chạy qua.
Có đường nối hai đường cao tốc (Hà Nội-Hải Phòng & Cầu Giẽ- Ninh Bình) chạy qua địa phận thôn Tượng Cước - Xuân Trúc.